# Ballingsplaneet
Ballingsplaneet (Amerikaanse: Planet of exile) is een sciencefiction-roman uit 1966 van de Amerikaanse schrijfster Ursula LeGuin. Het origineel werd uitgebracht door uitgeverij Ace Books Inc. in New York. In Rusland (meerdere drukken), Servië, Italië Duitsland, Finland, Estland verschenen vertaalde versies. De Nederlandstalige versie werd uitgegeven door Uitgeverij Het Spectrum in de Prisma Pocketsreeks onder catalogusnummer 1590 (kostprijs 3,50 gulden). In 1981 volgde een tweede druk (catalogusnummer 1951) en in 1987 een derde (catalogusnummer 2639).
Ballingsplaneet behoort tot de zogenaamde Hainish cyclus, al werd daar bij de Nederlandse uitgave geen melding van gemaakt. Rocannon (Rocannon's world) en De Shing-begoocheling zijn andere boeken uit die reeks.

## Synopsis
De novelle speelt zich af op de planeet Eltanin. Daar is door het "Verbond van alle Werelden" een kleine groep mensen achtergelaten, die na verloop van tijd alle banden met de mensheid is verloren. Een ander volk is de Hilvo (Hoog Intelligente Levensvorm). Onderling contact en uitwisseling op welke gebied dan ook is eigenlijk verboden, maar vindt zo nu en plaats. Dit vindt onder dwang dan toch plaats als het nomadenvolk, de barbaarse Gaäls vanuit het noorden beide volkeren aanvalt. Mensen en Hilvo’s moeten samenwerken om de Gaäls van zich af te schudden, al worden ze daarbij geholpen door een strenge winter. Tijdens de gevechten kan aan de hand van de gewonden worden vastgestel dat mens en hilvo niet zoveel van elkaar verschillen als vooraf was aangenomen (ze zijn beide alle gevoelig voor bacteriële infecties), hetgeen erop kan wijzen dat voortplanting tussen en samensmelting van beide groepen in de toekomst mogelijk lijkt.